# Oxes
Az Oxes amerikai instrumentális rock együttes volt, amely 1999-ben alakult Baltimore-ban. 2011-ben feloszlottak. Jellemző volt rájuk a humor is.

## Tagok
- Marc Miller – gitár
- Natalio Fowler – gitár
- Christopher Freeland – dob

## Diszkográfia
- (1999) Panda Strong
- (1999) Oxes/Big'n
- (2000) OXES
- (2000) Oxes/Arab on Radar
- (2002) Half Half And Half
- (2002) OXXXES
- (2005) OXES
- (2011) Bile Stbudy
- (2011) Orange Jewelryist
- (2011) Crunchy Zest
- (2012) Oxes/Microkingdom
- (2020) The Fourth Wall[1][2]